# Sonja Holm
Sonja Holm, född  2 januari 2007, är en svensk barnskådespelare. Hon är dotter till regissören och manusförfattaren Hannes Holm.
Holm har bland annat spelat rollen som Eva i Eva & Adam (2021) och Vera i Sagan om Karl-Bertil Jonssons julafton (2021). Under hösten 2021 och början av 2022 spelade hon Louisa i musikalen Sound of Music på Malmöoperan.

## Filmografi
- 2021 – Eva & Adam
- 2021 – Sagan om Karl-Bertil Jonssons julafton